# Пойнт-Маккензі (Аляска)
Пойнт-Маккензі (англ. Point MacKenzie) — переписна місцевість (CDP) в США, в окрузі Матануска-Сусітна штату Аляска. Населення — 1852 особи (2020).

## Географія
Пойнт-Маккензі розташований за координатами 61°21′24″ пн. ш. 150°10′5″ зх. д. / 61.35667° пн. ш. 150.16806° зх. д. (61.356785, -150.168143).  За даними Бюро перепису населення США в 2010 році переписна місцевість мала площу 401,34 км², з яких 394,91 км² — суходіл та 6,43 км² — водойми.

## Демографія
Згідно з переписом 2010 року, у переписній місцевості мешкало 529 осіб у 112 домогосподарствах у складі 61 родини. Густота населення становила 1 особа/км².  Було 257 помешкань (1/км²).
Расовий склад населення:
| - 67,7 % — білих - 23,3 % — корінних американців - 4,5 % — чорних або афроамериканців - 0,6 % — азіатів - 0,4 % — вихідців з тихоокеанських островів |

До двох чи більше рас належало 3,0 %. Частка іспаномовних становила 3,2 % від усіх жителів.
За віковим діапазоном населення розподілялося таким чином: 17,2 % — особи молодші 18 років, 74,7 % — особи у віці 18—64 років, 8,1 % — особи у віці 65 років та старші. Медіана віку мешканця становила 32,8 року. На 100 осіб жіночої статі у переписній місцевості припадало 319,8 чоловіків;  на 100 жінок у віці від 18 років та старших — 461,5 чоловіків також старших 18 років.
Середній дохід на одне домашнє господарство  становив 70 955 доларів США (медіана — 78 500), а середній дохід на одну сім'ю — 117 009 доларів (медіана — 137 857). За межею бідності перебувало 9,0 % осіб, у тому числі 0,0 % дітей у віці до 18 років та 0,0 % осіб у віці 65 років та старших.
Цивільне працевлаштоване населення становило 73 особи. Основні галузі зайнятості: будівництво — 39,7 %, сільське господарство, лісництво, риболовля — 24,7 %, освіта, охорона здоров'я та соціальна допомога — 17,8 %, роздрібна торгівля — 12,3 %.